# Eres (canção)
"Eres" é uma canção da cantora e compositora mexicana Anahí. Foi gravada para seu sexto álbum de estúdio, Inesperado (2016), e contou com participação do cantor mexicano Julión Álvarez. A canção foi lançada em 12 de fevereiro de 2016 como terceiro single do álbum pela gravadora Universal.

## Vídeo musical

### Gravação
Em 29 de fevereiro de 2016, foi realizada a gravação do vídeo musical em San Cristóbal de Las Casas, Chiapas, sob a direção de Charly Rusansky. Anahí compartilhou seis imagens da gravação, junto com o cantor Julión Álvarez no Instagram, assim como também um vídeo que mostra os bastidores. O vídeo estreou em 25 de março de 2016.

### Sinopse
O vídeo conta com várias cenas em que se vê Anahí e Julión interpretando o tema sentados em um sofá e em um lugar cheio de velas e cortinas ao ar livre. Além de cenas românticas que mostram uma história de amor de um casal que compartilha momentos especiais.

## Desempenho
| País/Parada (2016)                            | Melhor posição |
| --------------------------------------------- | -------------- |
| Estados Unidos (Billboard Twitter Top Tracks) | 37             |
| México (Monitor Latino Hot Song Pop)          | 2              |
| México (Monitor Latino Top Pop Más Tocadas)   | 6              |
| México (Monitor Latino Top Pop Audiência)     | 14             |

## Lista de faixas
| Download digital |                                         |                                                                     |                              |         |  |
| N.º              | Título                                  | Compositor(es)                                                      | Produtor(es)                 | Duração |  |
| 1.               | "Eres" (participação de Julión Álvarez) | Anahí Mariana Vega Jovany Barreto Luis Salazar Paolo Tondo Tat Tong | Barreto Salazar Swaggernautz | 3:14    |  |

## Prêmios e indicações
| Ano  | Premiação        | Categoria           | Resultado | Ref.   |
| ---- | ---------------- | ------------------- | --------- | ------ |
| 2016 | Premios Juventud | Canción corta-venas | Indicado  | [ 21 ] |